# パウエル湖
パウェル湖（英: Lake Powell）は、アメリカ合衆国ユタ州とアリゾナ州に跨り、コロラド川の途中にある貯水池（人工湖）である。その大半はレインボーブリッジと共にユタ州内にある。毎年約200万人が訪れる観光スポットでもある。満水時の貯水量は24,321,000エーカー・フィート (30 km3) あり、アメリカ合衆国ではネバダ州とアリゾナ州にまたがっているミード湖に次いで第2位の人工貯水池である。議論の多かったグレンキャニオンダムでグレンキャニオンに水を湛えて湖になった。夏の観光地であるグレンキャニオン国定レクリエーション地域も造られることになった。パウエルという名前は、南北戦争の時に右腕を失った退役兵の探検家ジョン・ウェズリー・パウエルに因むものである。パウェルは1869年に3隻の木製ボートでこの川を探検した。1972年にグレンキャニオン国定レクリエーション地域が設定された。アメリカ合衆国国立公園局が管理する公有地であり、民衆のレクリエーションのために公開されている。ユタ州南部のガーフィールド郡、ケーン郡、サンフアン郡、アリゾナ州北部のココニノ郡に入っている。パウェル湖の北端は少なくともハイトクロッシング橋まで伸びている。エスカランテ川 北緯37度17分22秒 西経110度52分20秒 / 北緯37.28944度 西経110.87222度 の合流点を中心におく地図ならば、パウェル湖の全貌が見られる。
パウェル湖はコロラド川協定の上流州（コロラド州、ユタ州、ワイオミング州、ニューメキシコ州）の貯水施設である。この協定では、上流州が下流州（アリゾナ州、ネバダ州、カリフォルニア州）に少なくとも年間 7,500,000 エーカー・フィート (9.3 km3) の水を供給することになっている。

## 歴史
1940年代と1950年代初期、アメリカ合衆国土地改良局がコロラド州、ユタ州、アリゾナ州の岩がちなコロラド高原地域で、コロラド川に一連のダムを建設する計画を立案した。グレンキャニオンダムは、議論があった末に現在恐竜国定公園になっているエコー公園に改良局が選定した場所に生まれることになった。シエラクラブのデイビッド・ブラウワーが指導した少数だが政治的に影響力のある反対者の集団が、エコー公園はその自然と景観の質であまりに貴重なので水に浸かってしまうのはもったいないと言い、改良局の案を変えさせた。

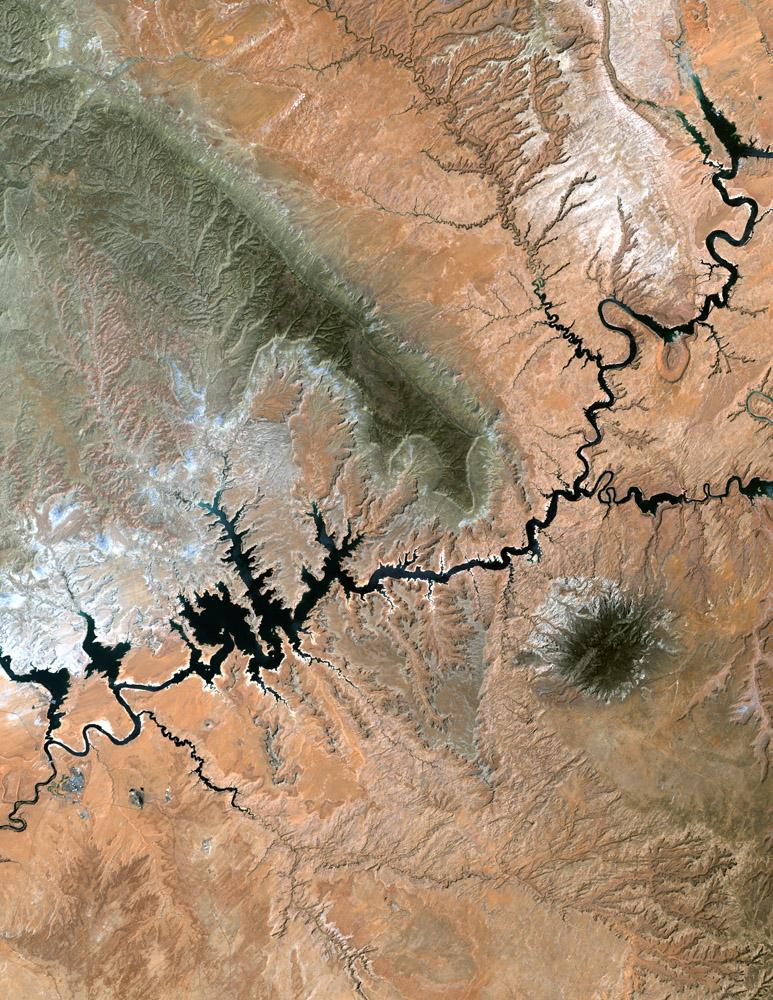
パウェル湖の衛星写真

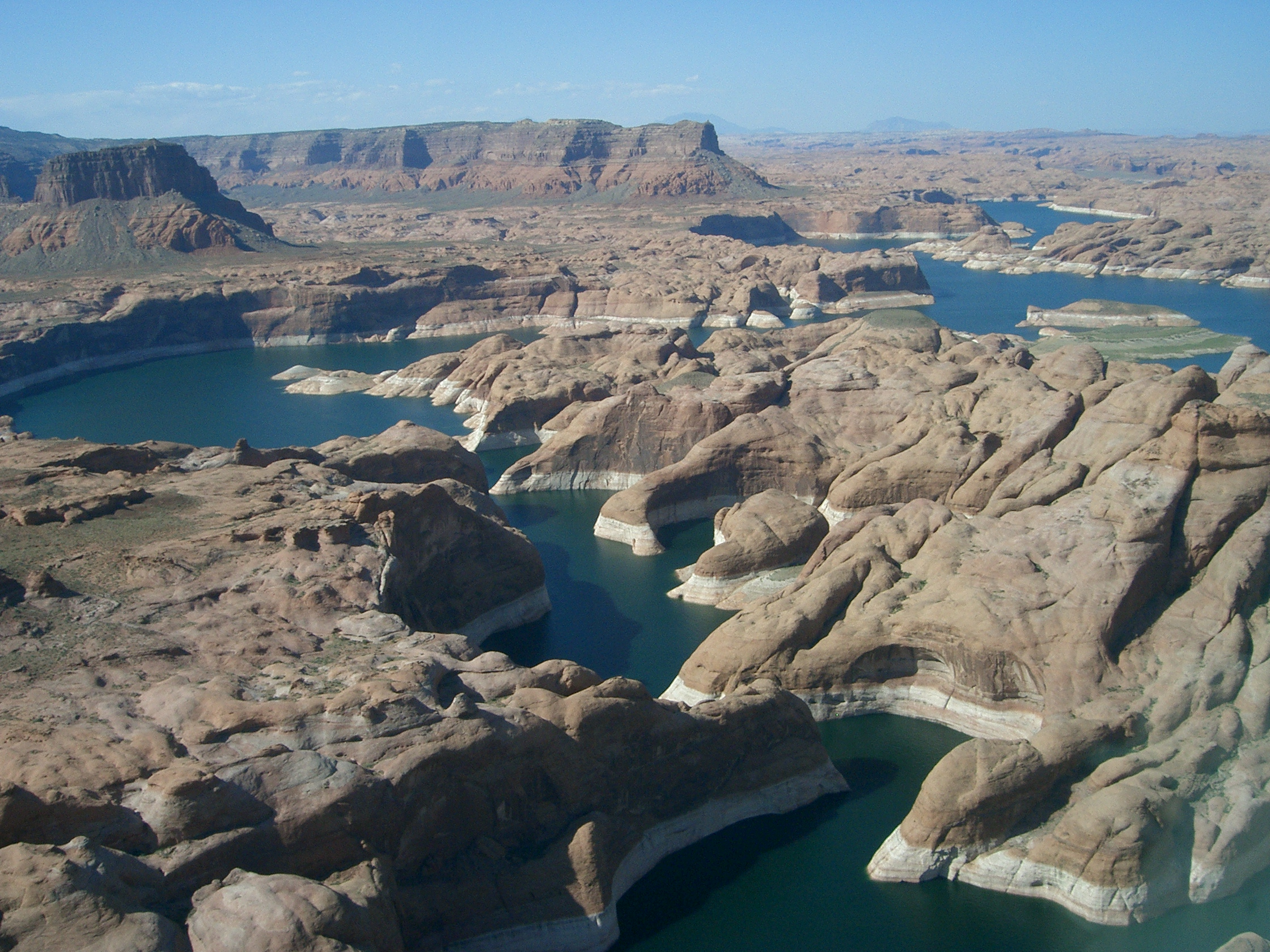
パウェル湖、水位が低いと「バスタブ・リング」が見えるようになる、2007年5月撮影

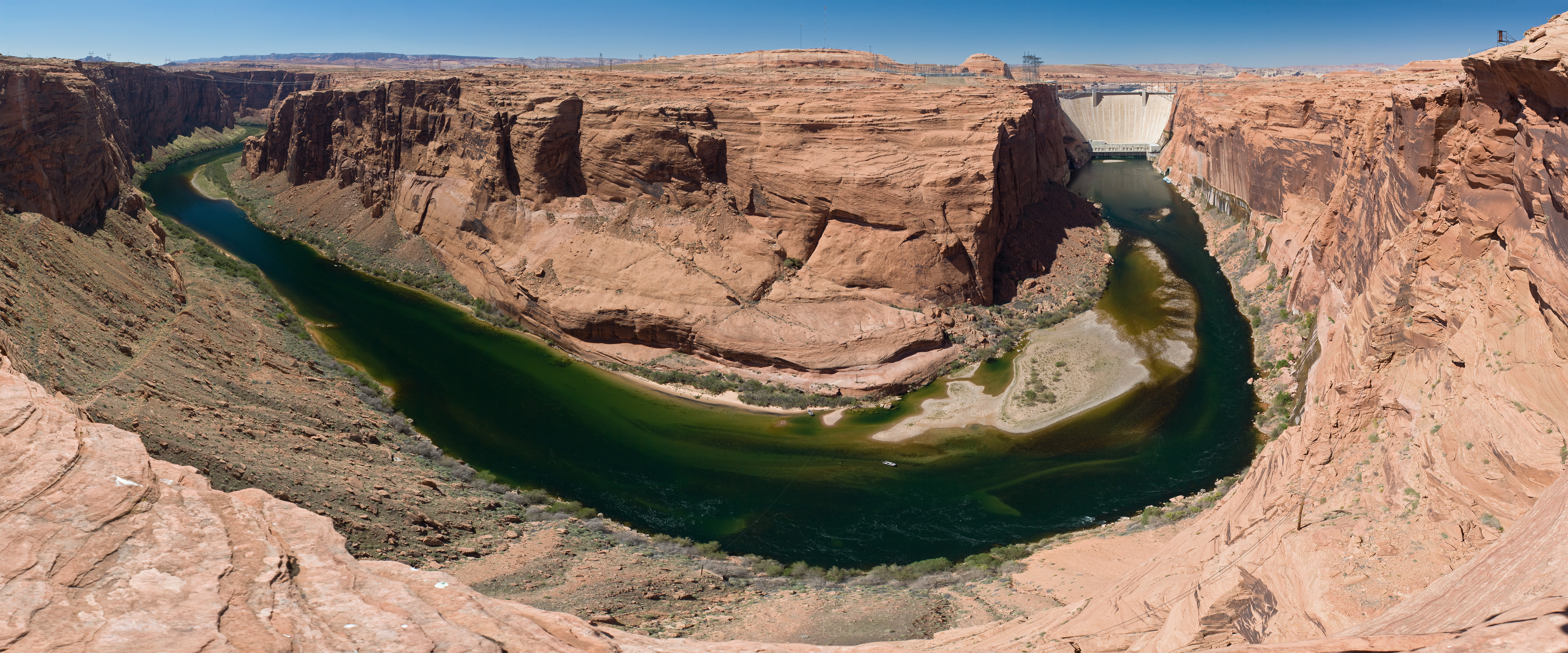
グレンキャニオンダム（右）その下流のコロラド川

しかし、ダムの場所をグレンキャニオンとグランドキャニオンの間にあるリーズ・フェリー近くにすることに合意した時に、ブラウワーは何を失うことになるのか気付いていなかった。このときブラウワーはグレンキャニオンまで実際に行ったことが無かった。後に川を旅してグレンキャニオンを見たとき、アメリカの国立公園に匹敵する景観、文化、荒野の質があることを発見した。カラフルなナヴァホ砂岩でできたキャニオンの崖は80面以上あり、清澄な水流、豊富な野生生物、アーチ、自然橋、および数多いインディアンの考古学的遺跡があった。しかし、その時は改良局とその支配人のフロイド・ドミニーがグレンキャニオンダムを建設するのを止めるには遅すぎた。ドミニーは川を人間のために使うべきという固い信念を持っており。「自然は人間を改良できないことを認める。我々はおそらく至高の存在である」と語ったことがあった。ブラウワーは、川が手を付けられないままであるべきと考え、グレンキャニオンを失うことは、その人生の究極の失望になると考えた。
グレンキャニオンダムの建設は、1956年10月1日、ドワイト・D・アイゼンハワー大統領がホワイトハウスの「オーバルオフィス」にあるその机のボタンを押すことで、最初の爆破を行い始められた。最初の爆破は水を逸らせるためのトンネルを明けるためだった。1959年2月11日、水がトンネルを通って迂回され、ダムそのものの建設が始まった。その年の後半、橋が完成してトラックがダムのための装置と資材を運べるようになり、ペイジという新しい町が生まれた。
1960年6月17日に日付が変わるころにコンクリート打ちが始まった。最後のコンクリートが注がれたのは1963年9月13日だった。総量では500万立方ヤード (4,000,000 m³) のコンクリートが使われた。ダムの高さは710フィート (216 m)、満水時の水面標高は3,700フィート (1100 m) である。ダムの建設に1億5,500万米ドルが投じられ、工事中に18人の生命が失われた。1970年から1980年、タービンと発電機が設置され水力発電が始められた。1966年9月22日、グレンキャニオンダムはレディ・バード・ジョンソンによって除幕された。
1966年9月13日にグレンキャニオンダムが完成した時、コロラド川が戻され、トンネルへの迂回が終わった。新しく水を湛えたグレンキャニオンがパウェル湖を形成した。高水位まで水が上ったのは1980年6月22日であり、17年かかった。その時から山岳部の雪解け水などで湖面はかなり上下してきた。
コロラド川の水流は2000年以降に平均以下にあり、湖面水位が下がっている。2005年冬（春の雪解け前）には水の充満以来の最低水位である標高3,550フィート (1,080 m) になった。満水時の3,700フィートから約150フィート (45 m) 下がったことになる。2005年以降、湖面は78フィート (24 m) 上昇し、2008年春から初夏に海抜3,628フィート (1,106 m) となった。2011年はダムができて以来6月としては3番目、7月としては2番目溢流水があり、7月30日の水位は3,661フィート (1,116 m) 近くになった。
2012年は2011年と真反対だった。2013年は2年連続で水位が下がった。水位が上がったのは5月下旬と6月であり、その後は流出水が勝っている。

## 地質

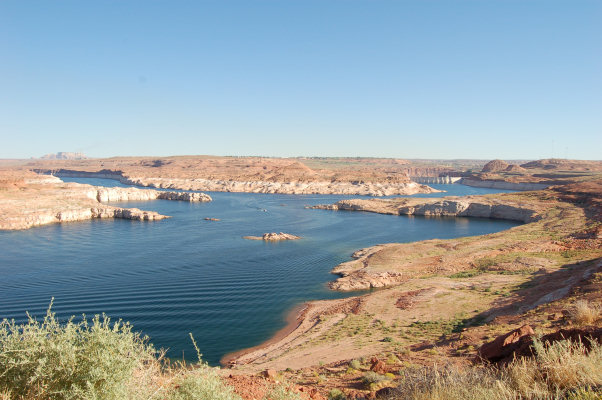
アリゾナ州に入るパウェル湖の南西部、右奥がグレンキャニオンダム

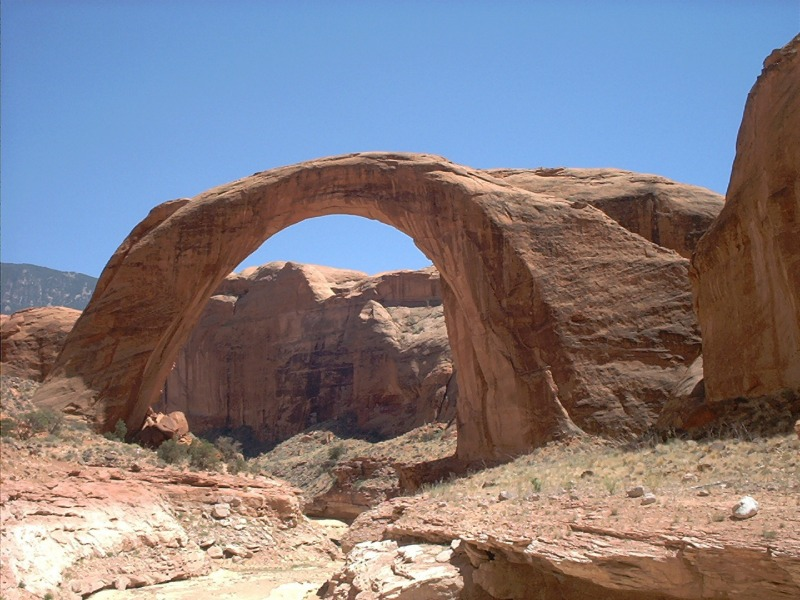
レインボーブリッジ

グレンキャニオンは推計500万年以上の間にコロラド川の差別浸食によって掘り下げされた。グレンキャニオンが抜けて来るコロラド高原は約1,100万年まえに隆起した。この高原の中には3億年以上前から比較的最近の火山活動までの岩層が積み重なっている。キャタラクトキャニオンやサンフアンキャニオンではペンシルベニア紀やペルム紀の地層が見られる。2億3,000年前（三畳紀）のモーンコピ層とチンル層が、リーズフェリーとリンコンで見られる。どちらの層も古代にこの地域を覆っていた内陸海の結果である。海が退いてしまうと、風に飛ばされた砂が地域に入り、ウィンゲート・サンドストーンと呼ばれるものを造った。ケイエンタ砂岩層などそれよりも新しい時代（ジュラ紀）には、キャニオンの多くの壁に縞を造った濃い藍色の「砂漠縞」を造った。その上がナヴァホ砂岩であり、より圧縮された砂丘の結果である。レインボーブリッジなどアーチの多くがこの遷移点にある。この時代は明るい黄色のエントラーダ層があり、また暗い褐色やほとんど紫色のカーメル層がある。これら2層はワーウィープ周辺のメサの頂部、キャッスルロックやタワービュートの冠部に見られる。その上にはストレートクリフスの「砂岩」が乗り、湖の北にあるカイパロウィッツ高原やサンラファエル・スウェルを造る集塊状の頁岩となる。
コロラド川にエスカランテ川、ダーティデビル川、サンフアン川が集まる所がパウェル湖の中に入っている。サンフアン川の緩りとした流れが、直線距離1マイル (1.6 km) の中に5マイル (8 km) の川が入る蛇行を生んだ。

## ランドマーク
- グレンキャニオンダム、現在のパウェル湖を作り上げたダム、アリゾナ州内にある
- レインボーブリッジ、世界最大級の自然橋、ユタ州内にある
- ハイトクロッシング橋、パウェル湖に架かる唯一の橋、この橋がパウェル湖の最上流になるが、湖面高水位になった場合は、さらに30マイル (50 km) 上流のキャタラクトキャニオンまで伸びる

## 大衆文化
パウェル湖は現在に至るまで、テレビ番組や映画45本のロケーションに使われてきた。以下に主な例を記す。
- 『ゼロ・グラビティ』（2013年）
- 『ジョン・カーター』（2012年）
- ドクター・フーシリーズ: 『The Impossible Astronaut』と『The Wedding of River Song』（2011年）
- 『エボリューション』（2001年）
- 『猿の惑星』: 1968年版と2001年版の両方
- 『マーヴェリック』（1994年）
- 『アメリカ横断ウルトラクイズ』（日本テレビ系・日本） - 第7回（1983年）、第16回（1992年）、今世紀最後（1998年）で撮影。

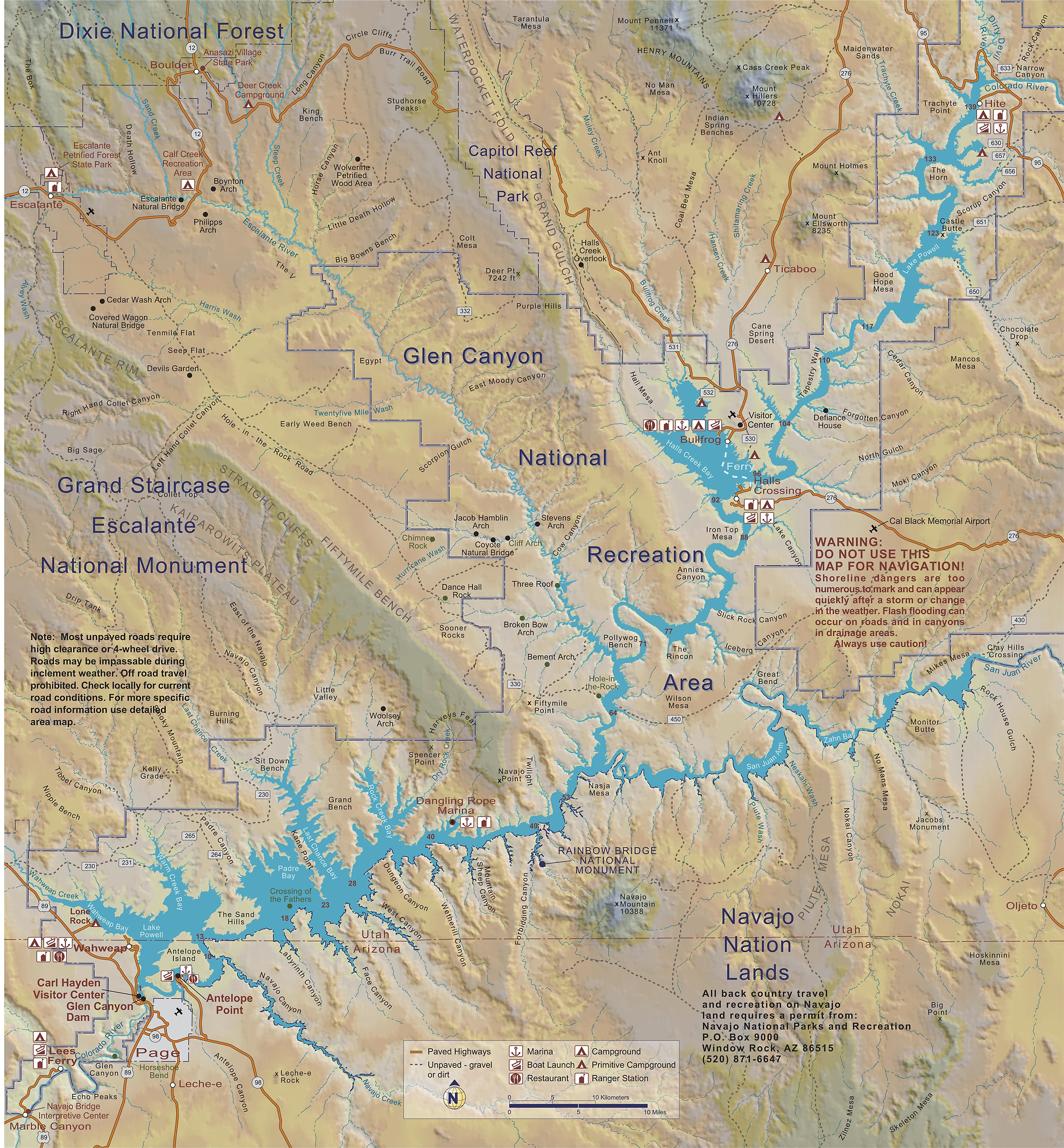
パウェル湖周辺図

## 見どころ
パウェル湖の本体はグレンキャニオン上流に伸びているが、他に90以上のキャニオンにも入っていく。エスカランテ川やサンフアン川にも伸びており、本流のコロラド川に合流する。周辺には地形的に多くの興味ある地点やアナサジ文化の名残がある。
- レインボーブリッジ国定公園
- デファイアンス家屋跡（アナサジ）
- 砂漠の大聖堂
- サンフアン・グースネック（蛇行）
- カイパロウィッツ高原
- ホール・イン・ザ・ロック・クロッシング
- リンコン
- スリー・ルーフ遺跡
- パードレ湾
- ウォーターポケット・フォールド

## 開発
| Facts                                    | Facts                                                                   |
| ---------------------------------------- | ----------------------------------------------------------------------- |
| 保水開始日                               | 1969年3月13日                                                           |
| 満水完了日（設計滞水量に初めて達した日） | 1980年6月22日                                                           |
| 湖水面積                                 | 966 平方マイル (2,500 km²) （この値は湖水面の上昇河口により毎年異なる） |

パウェル湖は急峻な砂岩壁に囲まれているので、湖へのアクセスは開発されたマリーナに限られている。
1. リーズフェリー小地区
2. ペイジ/ワーウィープ・マリーナ
3. アンテロープ・ポイント・マリーナ
4. ホールズクロッシング・マリーナ
5. ブルフロッグ・マリーナ
6. ハイト・マリーナ

次のマリーナはボードでのみ行くことができる
1. ダングリングロープ・マリーナ
2. レインボーブリッジ国定公園
3. エスカランテ小地区

グレンキャニオン国定レクリエーション地域には毎年200万人以上の観光客が訪れている。レクリエーション活動には、ボート遊び、釣り、水上スキー、ジェットスキー、ハイキングなどがある。各マリーナにはキャンプ場が準備されているが、多くの観光客はハウスボートを借りるか、独自のキャンプ道具を持参し、キャニオンの中で隔絶された場所を見つけ、独自のキャンプを行う。観光客がどこに泊まろうと規制は無い。
パウェル湖のマリーナの大半は自動船舶識別装置を持っていない。この装置はボート愛好者のためのウェブサイトにボートの位置を送るものである。湖上のボートの多くは送信装置を持っておらず、特に装置を使う義務も無い。ボートの安全については特別の注意を払う必要がある。湖面のフラクタル的性格のために限られた誘導装置しかない船は容易に失われることになる。
グレンキャニオン国定レクリエーション地域内で人間（およびペット）の廃棄物を埋めるのは禁じられている。しかしマリーナから4分の1マイル (400 m) 未満でキャンプする者は移動トイレを持参しなければならない。ペットの廃棄物も持ち帰る必要がある。
アリゾナ州に入るパウェル湖南西端はアメリカ国道89号線やアリゾナ州道98号線で行くことができる。ユタ州道95号線と同276号線はユタ州内にある湖の北端に通じている。

## 魚種
湖内の魚種に幾つかは「絶滅危惧種」に挙げられている。
コロラド川の在来種の多くは、何らかの復元対象になっている。
バス 
- コクチバス
- オオクチバス
- ストライプドバス

コイ、カワカマスなど
- クラッピー
- サンフィッシュ
- アメリカナマズ
- ノーザンパイク（キタカワカマス）
- ウォールアイ
- コイ

## 外来種

### カワホトトギスガイとクワッガガイ
カワホトトギスガイとクワッガガイは1980年代にアメリカ合衆国で初めて見つけられた。
イガイは五大湖に入ってくる船舶のバラスト水を通じてアメリカ合衆国にもたらされたのが始めだった。これら水棲の外来種は間もなくアメリカ合衆国東部の多くの水域に広がり、西部に広がったものもあった。2008年1月、コロラド川水域のミード湖、モハーヴェ湖、ハバス湖など幾つかの貯水池でカワホトトギスガイが発見された。
2000年代初期までに、アリゾナ州、カリフォルニア州、ネブラスカ州、カンザス州、コロラド州、ネバダ州、ユタ州が全て、湖や貯水池で幼生カワホトトギスガイの生息を確認してきた。
カワホトトギスガイとクワッガガイは在来種と資源を争うために、生態系を破壊する可能性がある。イガイによる動物性プランクトンの濾過は特定の魚種の摂食にとって負の影響を及ぼす。これらのイガイは固い表面に付着でき、水中で層を成すことがある。水力発電のものなどパイプを詰まらせることで知られ、水の管理に費用が掛かり、時間を浪費させることになる。
西部における外来種の蔓延に対し、水力発電や生態系の問題を軽減するために制御政策が近年打ち出されてきた。1999年からパウェル湖はイガイの視覚によるモニターリングを始めている。
2001年、温水ボード汚染除去場がワーウィープ、ブルフロッグ、ホールズクロッシング各マリーナに設置された。2007年1月、カワホトトギスガイがミード湖で発見され、パウェル湖への生息域拡大を防止する新行動計画が報道された。こららの動きは偽陽性と考えられるが、2013年にクアッガガイの成体が発見された。
2010年8月、パウェル湖はイガイが居ないと宣言された。2009年6月からは貯水池に入る船のそれぞれに検査を義務付けるようになった。2009年6月29日からパウェル湖に入る船はイガイのいない証明書を持つ必要があることになったが、ボートの所有者は自主検査を認められている。これらの手段で船がカワホトトギスガイをパウェル湖に持ち込むのを防止することが目指されている。
これら対策が打たれているにも拘わらず、2012年にクワッガガイのDNAが発見され、2013年夏には多くの場所で成体が見つかった。2013年時点で国立公園局は、湖が侵入される前にイガイを見つけ除去するために、ダイバーを使った根絶計画を実行している。